# Lorttjärnarna (Ljusdals socken, Hälsingland, 689539-151417)
Lorttjärnarna är en sjö i Ljusdals kommun i Hälsingland och ingår i Delångersåns huvudavrinningsområde.